# مجمع أولمبيسكي الوطني الرياضي
مجمع أولمبيسكي الوطني الرياضي (يعرف أيضاً بالملعب الأولمبي، الملعب الجمهوري أو الملعب المركزي) (بالأوكرانية: спортивний комплекс "Олімпійський")‏ هو ملعب رياضي متعدد الاستخدام في كييف، أوكرانيا. يعتبر أفضل ملعب في أوكرانيا وأحد أكبر الملاعب في العالم (ثاني أكبر الملاعب في أوروبا الشرقية بعد ملعب لوزنيكي في روسيا). يحتوي المجمع على عدة منشآت رياضية ومصمم لاستضافة الألعاب الأولمبية. أعيد أفتتاحه يوم 9 أكتوبر 2011. تعادل منتخبي أوكرانيا وألمانيا في مباراة ودية دولية أقيمت عليه أنتهت بالتعادل 3–3 يوم 11 نوفمبر 2011. وقد استضاف الملعب نهائي دوري أبطال أوروبا 2018 بين فريقي ليفربول وريال مدريد التي انتهت بفوز هذا الأخير بحصة 3_.1ويتسع 83000 متفرج.

## التاريخ
بعد استقلال أوكرانيا في عام 1991، تم منح الاستاد مكانة وطنية في عام 1996 وأعيد تسميته مرة أخرى باسم المجمع الرياضي الوطني «الأولمبي». لا يزال سكان كييف يشيرون إليها عادة باسم الملعب الجمهوري.
في 1997-1999، تم تجديد الملعب مرة أخرى وفقًا لإرشادات الفيفا، وخفضت سعته إلى 83,450. استمر الاستاد في أن يكون ملعب دينامو كييف الرئيسي حيث كان ملعب لوبانوفسكي بمثابة ملعب تدريب. في وقت ما بعد عام 1998 حدثت تغييرات كبيرة حيث لم يعد من الفعال الحفاظ على الملعب وصيانته كملعب للنادي. قرر دينامو جعل ملعب لوبانوفسكي دينامو ملعبه الأساسي لأن حضور المباريات نادرًا ما تجاوز 10000 متفرج. منذ ذلك الوقت، تم استخدام الملعب في المقام الأول لمباريات كرة القدم الدولية وتم تأجيره إلى نادي دينامو كييف للمباريات رفيعة المستوى على أرضه عندما كان من المتوقع حضور جماهيري مرتفع. ومع ذلك، فالملعب ليس الملعب الرسمي لدينامو أو أي نادي كييف آخر. الملعب هو الملعب الرسمي للمنتخب الأوكراني لكرة القدم وكان المكان الرسمي لنهائي كأس أوكرانيا حتى عام 2008. من عام 2008 خضع الأولمبي لإعادة بناء كبيرة استعدادًا للبطولة القارية.

### دورة الالعاب الاولمبية الصيفية 1980
تم تحديد ثلاث مباريات في المجموعة الثالثة وثلاث مباريات في المجموعة الرابعة، بالإضافة إلى ربع النهائي لكي تلعب في ملعب أولمبيسكي، أي ما مجموعه سبع مباريات. في المباراة الأولى يوم 20 يوليو، تعادلت ألمانيا الشرقية مع إسبانيا بنتيجة 1-1. شهدت مباراة ربع النهائي، التي أقيمت في 27 يوليو 1980، فوز ألمانيا الشرقية على العراق بتسجيلها 4-0.

### يورو 2012

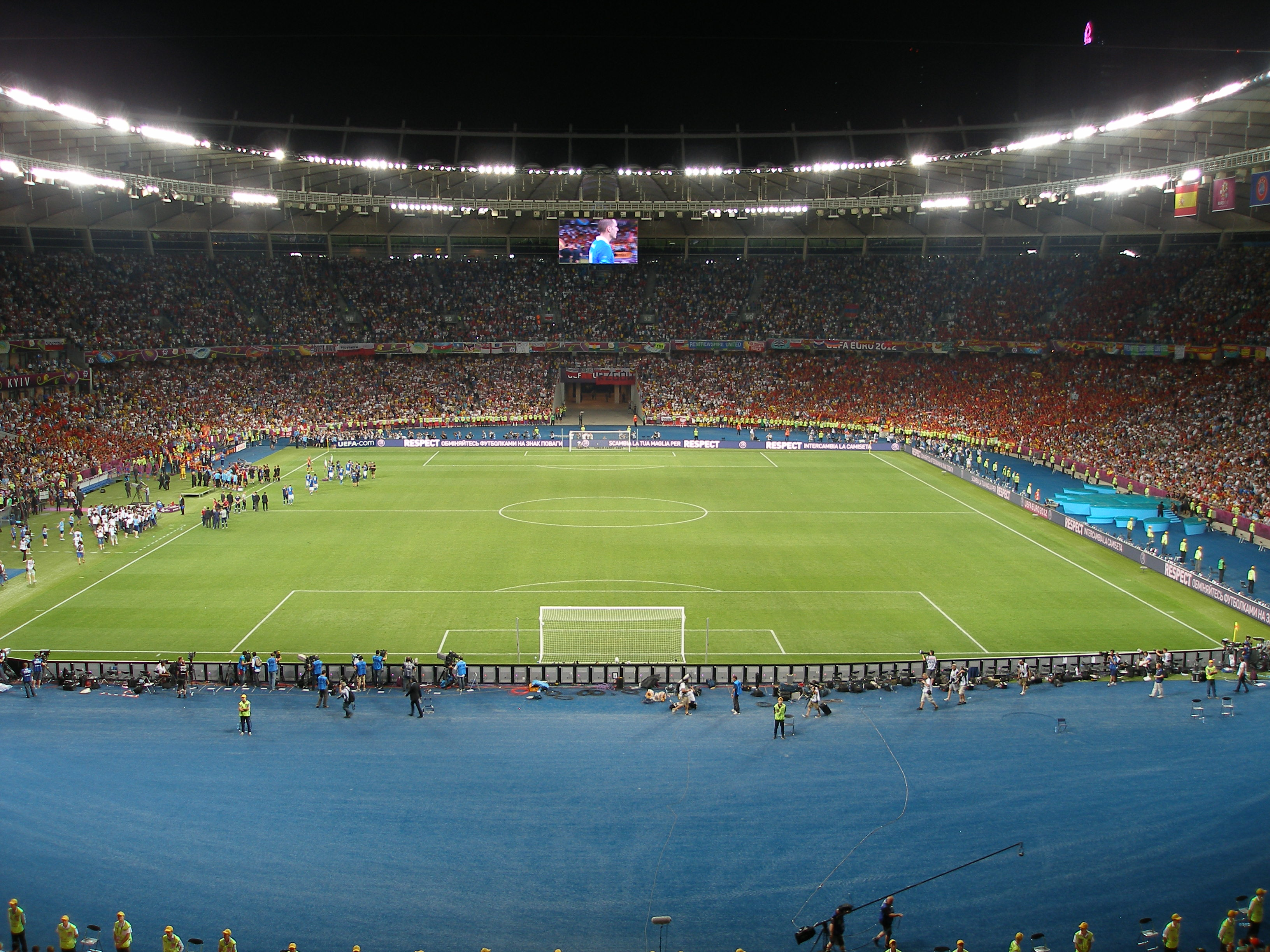
منظر للملعب خلال المباراة النهائية ليورو 2012

في 18 أبريل 2007، تم اختيار بولندا وأوكرانيا من قبل الاتحاد الأوروبي لكرة القدم لاستضافة نهائيات كأس الأمم الأوروبية 2012، مع أختيار ملعب أولمبيسكي ليستضيف النهائي. تضمنت إعادة بناء الملعب هدم وإعادة بناء الطابق السفلي، وإضافة مبنى شاهق مكون من 13 طابقًا إلى الغرب، وإضافة سقف جديد يغطي منطقة الجلوس بأكملها. سعة الملعب بعد إعادة الإعمار 70,050. بدأت إعادة الإعمار في 1 ديسمبر 2008. كان من المقرر الانتهاء منه في عام 2011. وافتتح الملعب رسميًا من قبل الرئيس الأوكراني فيكتور يانوكوفيتش في 8 أكتوبر 2011.
إستضاف النلعب ثلاث مباريات في المجموعة الرابعة، ربع النهائي والنهائي. في المباراة الأولى، فازت أوكرانيا على السويد بنتيجة 2-1. المباراة النهائية، التي أقيمت في 1 يوليو 2012، شهدت فوز إسبانيا على إيطاليا بتسجيلها 4-0.

## روابط خارجية
- الموقع الرسمي